# Tibacuy
Tibacuy è un comune della Colombia facente parte del dipartimento di Cundinamarca.
Il centro abitato venne fondato da Bernardino de Albornoz nel 1592.